# Врановські пагорби
Врановські пагорби (Vranovská pahorkatina) — гірський масив в Словаччині; геоморфологічна підодиниця масиву Східнословацькі пагорби.  Середні висоти — 130 метрів. Місце розташування — Пряшівський край.